# 星期一 (電影)
《星期一》（英語：Monday）是一部2020年美國、英國和希臘合拍的劇情片，由阿吉里斯·帕帕帝里幼斯（Argyris Papadimitropoulos）執導並與羅布·海耶斯（Rob Hayes）合作編劇，賽巴斯汀·斯坦和丹妮絲·高夫主演。電影於2020年9月11日在多倫多國際影展上全球首映，2021年4月16日在美國上映。評價兩極分化。

## 劇情
米基在雅典一個炎熱的夏夜中結識了克蘿伊，兩人立即被對方吸引。為了不留遺憾，兩人一路狂歡玩樂，不知覺地在週六早晨裸睡於海灘上。

## 演員
- 賽巴斯汀·斯坦飾演米基（Mickey）
- 丹妮絲·高夫（英语：Denise Gough）飾演克蘿伊（Chloe）
- 多明妮克·蒂珀飾演巴斯蒂安（Bastian）
- 范吉利斯·穆里基斯（英语：Vangelis Mourikis）飾演塔基斯（Takis）
- 安德烈亞斯·干斯坦天奴（英语：Andreas Konstantinou）飾演克里斯托斯（Christos）
- 西拉斯·佐美卡斯（英语：Syllas Tzoumerkas）飾演馬諾斯（Manos）
- 蘇菲亞·寇科卡莉（英语：Sofia Kokkali）飾演史蒂芬妮（Stephanie）

## 製作
2018年8月，據報導，賽巴斯汀·斯坦和丹妮絲·高夫加入阿吉里斯·帕帕帝里幼斯（Argyris Papadimitropoulos）電影《星期一》的演出，帕帕帝里幼斯也與羅布·海耶斯（Rob Hayes）合作編寫劇本。

## 發行
《星期一》於2020年9月11日在多倫多國際影展在線市場（Industry Selects）單元上舉行全球首映。原定於2020年4月15日在翠貝卡影展上放映。但該影展受到COVID-19疫情影響而延期舉行。2021年2月，IFC影業取得電影的美國發行權，將其定於2021年4月16日上映。

## 反響
爛番茄根據71條評論，持有49%評級，平均得分5.6／10；該網站共識：「《星期一》具有吸引人的主演和精美的取景，但致命的角色缺陷毀了這種動蕩浪漫的影響。」Metacritic根據24位影評人的評論而獲得58分，象徵「評價兩極」。

## 外部連結
- 互联网电影数据库（IMDb）上《星期一》的资料（英文）
- 豆瓣电影上《星期一》的資料 （简体中文）